# Črchľový potok

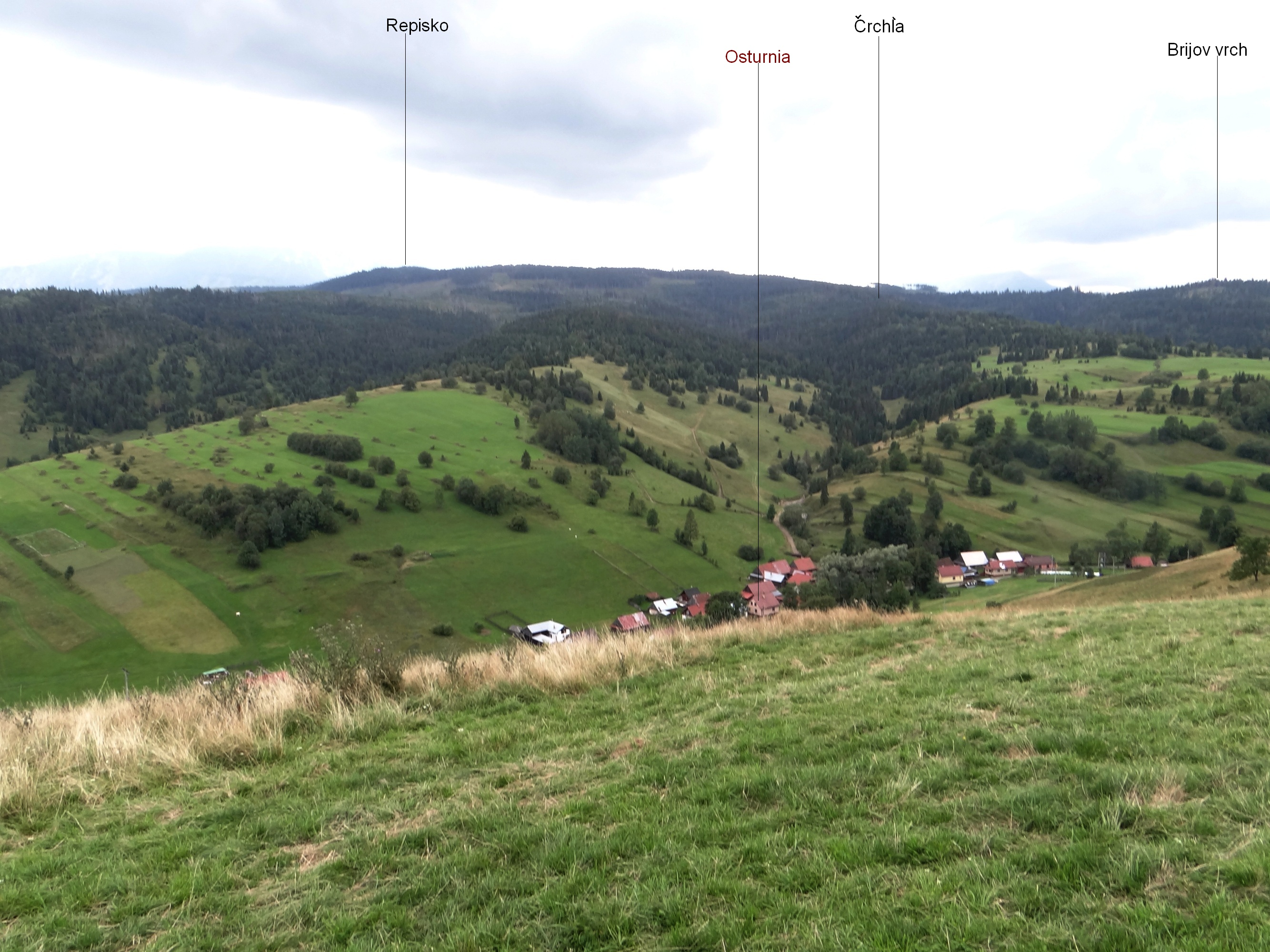
Widok od północnej strony na dolinę Črchľovego potoku

Črchľový potok – potok, prawy dopływ Osturniańskiego Potoku (Osturniansky potok) na Słowacji. Znajduje się w zlewni Dunajca. Ma źródła w dolinie pod wschodnimi stokami Cyrhli (Črchľa, 1042 m) w Magurze Spiskiej. Spływa w kierunku północno-wschodnim i w miejscu o współrzędnych 49°20′49″N 20°12′09″E/49,346944 20,202500 uchodzi do Osturniańskiego Potoku.
Cała zlewnia Črchľovego potoku znajduje się w niezamieszkanym terenie miejscowości Osturnia, jedynie samo ujście znajduje się w obszarze zabudowanym. Górna część doliny potoku jest porośnięta lasem, dolna część to pola uprawne i pastwiska miejscowości Osturnia.